# Orlando Poleo
 (avril 2019).
Si vous disposez d'ouvrages ou d'articles de référence ou si vous connaissez des sites web de qualité traitant du thème abordé ici, merci de compléter l'article en donnant les références utiles à sa vérifiabilité et en les liant à la section « Notes et références ».
Orlando Poleo est un percussionniste vénézuélien.

## Biographie
Né à Caracas, Poleo y commence son apprentissage musical avec le professeur Julio Mendez. Il se fait vite remarquer et devient l’un des meilleurs percussionnistes de sa génération.
Il étudie ensuite la percussion afro-vénézuélienne avec le non moins fameux professeur Miguel Urbina puis accompagne de nombreux artistes nationaux tels que Aldemaro Romero, Pete "El Conde" Rodriguez, Maria Tereza Chacin, l’orchestre symphonique du Venezuela, etc. Il a également l’occasion de travailler avec David Valentin, Daniel Santos, Jose Mangual Jr, et Ismael Rivera Jr.
Il enseigne ensuite dans différentes écoles de percussions au Venezuela.
Au cours d’un séjour à Porto Rico, il rencontre et travaille avec les percussionnistes Angel "Cachete" Maldonado, Giovanni « Mañenguito » Hidalgo et Anthony Carillo. Il s’imprègne totalement de la percussion afro-portoricaine.
De retour à Caracas, Orlando participe aux enregistrements de vedettes nationales comme Cecilia Todd, Sergio Perez, Porfi Jimenez; on le retrouve également aux tumbadoras sur les albums de grands orchestres comme Trabuco Venezolano, Adrenalina Caribe, Guaco, etc.
A Cuba, Orlando approfondit ses connaissances de la percussion afro-cubaine à l’École d’amélioration professionnelle de la Havane. Il devient également tamborero santero sous le parrainage de Papo Angarica et étudie notamment les tambours batas au contact de Jesus Perez.
En 1991 Orlando arrive en tournée à Paris où il est tout de suite sollicité pour accompagner les orchestres latins de la capitale : Camilo Azuquita Argumedes, Alfredo Rodríguez (de), Tito Puente, Nicky Marrero, Alfred "Chocolate" Armenteros, "Papaito" Muñoz, etc.
ainsi que les meilleurs groupes latins de passage en France lors de tournées européennes : Irakere, Arturo Sandoval, Kip Hanrahan, Mongo Santamaria, etc. Il participe à un grand concert au New Morning à Paris qui réunit Carlos "Patato" Valdés, Tata Guines, Miguel Anga Diaz et Alfredo Rodríguez (de). Il rencontre le chanteur français Dany Brillant – passionné de salsa – qui l’invite à l’accompagner en tournée, à enregistrer sur son album, à tourner dans son clip et dans le film Le Nouveau Monde. Orlando se partage entre Caracas et Paris…
En 1995, Orlando enregistre son premier album Cimarroneando à Caracas pour 
le label vénézuélien « Lyric jazz ». Il coécrit et arrange cet album avec 
le flûtiste et arrangeur cubain Orlando « Maraca » Valle, ex flûtiste d’Irakere. De grands noms de la musique latine comme 
Victor Mestas, Paoli Mejias – percussionniste d’Eddie Palmieri – participent à cet enregistrement. Cimarroneando sera seulement distribué en Amérique latine mais les DJ des radios et clubs latins d’Europe se l’arracheront…
De nouveau à Paris en 1996, Orlando regroupe autour de lui 9 musiciens parmi les meilleurs de la scène vénézuélienne pour interpréter live un répertoire 
complètement original, incluant tous les titres de Cimarroneando. Il nomme 
sa formation « Orlando Poleo Y La Orquesta Chaworo » - un mot d’origine yoruba qui désigne les clochettes attachées aux tambours afro-cubains utilisés dans les rites de « santeria ». Poleo et son groupe « Chaworo » remportent immédiatement un énorme succès dans les clubs parisiens (New-Morning, La Java, le Hot Brass, etc.) ainsi qu’au fameux festival salsa Tempo Latino de Vic Fezensac. Orlando accompagne également Eddie Palmieri et son orchestre au New-Morning. Il est finaliste du Concours de RFI « Découvertes 96, prix Amériques Caraïbes ».
Parallèlement à son travail et ses concerts au Venezuela, Orlando revient accompagner en France en tant que percussionniste le chanteur Dany Brillant pour sa tournée printemps-été 97. Et avec « Chawaro » il fait danser la fête d’Air France dans l’aérogare d’Orly le jour de Pâques… 
Il participe aussi au festival de jazz de Saint-Louis du Sénégal où il offre aux Saint-Louisiens une belle démonstration de sa maîtrise des percussions afro-vénézuéliennes et réconcilie la jeune génération sénégalaise avec la salsa.
Il enregistre son deuxième album El buen camino à Caracas pendant l’été 97 
avec les musiciens de « Chaworo » et de nombreux invités dont le Cubain 
Chucho Valdés d’Irakere et le grand chanteur vénézuélien Carlos Esposito "Kutimba". L’album, distribué en exclusivité par Sony Jazz sort en février 1998 en France.
Il manquait à Orlando Poleo un album sous son nom et surtout largement distribué pour être reconnu comme l’un des plus grands percussionnistes du monde : c’est maintenant chose faite et El buen camino est également distribué au Royaume-Uni, aux Pays-Bas, en Italie, en Belgique.
Poleo accompagné de Carlos Esposito et de « Chaworo » est à l’affiche de nombreux festivals pendant l’été 98, dont le célèbre « Jazz in Marciac » où il fait un véritable « tabac »… Il joue également à Amsterdam, Bruxelles, Milan, Rome, Istanbul, au Sultanat d’Oman… Il est l’invité de Bernard Lavilliers aux « Francofolies de Spa » et aux arènes de Nîmes ; il a également enregistré, toujours avec sa formation « Chaworo » une reprise salsa du très beau morceau de Lavilliers « Romeo Machado ». Le 10 décembre 1998 il participe aux côtés de Tracy Chapman, Youssou N'Dour, Peter Gabriel, Bruce Springsteen, Kassav’, etc. à la grande manifestation anniversaire des 50 ans d’Amnesty International à Paris-Bercy. Il se produit avec « Chaworo » au Midem à Cannes (Palm Beach) le 24 janvier 1999 et y fait un véritable triomphe. La même année, il participe à l'album de la star arabe Amr Diab intitulé "Amarain".
Tout l'été 1999 Orlando "tourne" un peu partout en France et en Europe accompagné de son Orquesta Chaworo. Il donne un remarquable concert à Londres à la même affiche que David Sanchez que la presse britannique qualifiera de "meilleur concert de latin jazz de l'année".
Toujours avec son groupe « Chawaro » Orlando a le plaisir de faire connaitre sa musique aux Ivoiriens, à l’occasion du festival de Jazz d’Abidjan, et aussi aux Tahitiens, puisqu’il inaugure le premier festival de Jazz de Tahiti où il donnera trois concerts à guichet fermé. Orlando est aussi l’invité du chanteur antillais Dédé Saint Prix lors d’un grand concert à Fort-de-France en Martinique.
De plus, il est le parrain d'un groupe de salsa lycéen (le seul en France) qui se nomme le Latin Rablay's gang. Orlando a déjà fait des concerts en deuxième partie de ce groupe, comme en 2004 à l'Espace Rabelais de Chinon dans la région Centre (37). Il a également fait des master-classes avec le groupe, une encore récemment le 2 avril 2008 au Lycée Rabelais de Chinon, sous les yeux de "France 3" et de "La Nouvelle République".